# Maj (ime)
Maj je moško osebno ime.

## Izvor imena
Ime Maj je moška oblika ženskega osebnega imena Maja.

## Pogostost imena
Po podatkih Statističnega urada Republike Slovenije je bilo na dan 31. decembra 2007 v Sloveniji število moških oseb z imenom Maj: 918. Med vsemi moškimi imeni pa je ime Maj po pogostosti uporabe uvrščeno na 174. mesto.